# Becky Fallberg
Becky Fallberg (10 juin 1923- 9 octobre 2007) était une artiste américaine. Elle travailla au service des Encres et Peintures à partir de 1942 au sein de Walt Disney Pictures et en fut nommé directrice en 1975 jusqu'à sa retraite en 1987.
Elle reçut la distinction Disney Legends en 2000.